# Rotterne
Rotterne er en tysk stumfilm fra 1921 af Hanns Kobe.

## Medvirkende
- Emil Jannings som Bruno
- Lucie Höflich som Frau John
- Eugen Klöpfer som Herr John
- Marija Leiko som Pauline Piperkarcka
- Blandine Ebinger som Sidonie Knobbe
- Gertrude W. Hoffman
- Hermann Vallentin